# Muazzez İlmiye Çığ
Muazzez İlmiye Çığ (Bursa, 20 giugno 1914 – Mersina, 17 novembre 2024) è stata un'archeologa, antropologa, scrittrice e supercentenaria turca specializzata negli studi sui Sumeri e sugli Assiri.
Nel 2006, all'età di 92 anni, ricevette una copertura mondiale nei media internazionali quando, dopo la pubblicazione del suo libro del 2005 che descriveva, tra gli altri argomenti, la storia del velo che rivelò non essere originario del mondo musulmano, ma fu indossato cinquemila anni fa da sacerdotesse sumere come iniziazione per i giovani uomini al sesso.

## Biografia

### Primi anni
Muazzez İlmiye Nacque a Bursa il 20 giugno 1914 da una famiglia di tatari di Crimea, le cui famiglie erano emigrate in Turchia. Il padre era emigrato a Merzifon e la nonna materna nella città nord-occidentale di Bursa, la quarta più grande della Turchia, all'epoca un importante centro amministrativo regionale dell'Impero ottomano. Muazzez Ilmiye nacque a Bursa, poche settimane prima dello scoppio della prima guerra mondiale e, al momento del suo quinto compleanno nel 1919, l'invasione dell'esercito greco di Smirne spinse suo padre, che era un insegnante, a cercare sicurezza per la famiglia trasferendosi nella città di Çorum dove la giovane Muazzez completò i suoi studi primari. Successivamente è tornata a Bursa e, al momento del suo diciassettesimo compleanno nel 1931, si laureò presso la sua struttura di formazione per insegnanti di scuola elementare.

### Studi universitari
Dopo quasi cinque anni di educazione dei bambini in un'altra città nordoccidentale, Eskişehir, iniziò gli studi nel 1936 presso il Dipartimento di Ittitologia dell'Università di Ankara, istituito l'anno precedente dal padre fondatore della moderna Turchia, Mustafa Kemal Atatürk. Tra i suoi insegnanti c'erano due dei più eminenti studiosi della cultura e della storia ittita, Hans Gustav Güterbock e Benno Landsberger, entrambi rifugiati ebrei tedeschi, che trascorsero la seconda guerra mondiale come professori in Turchia.
Dopo aver conseguito la laurea nel 1940, iniziò una carriera pluridecennale al Museo dell'Antico Oriente, una delle tre istituzioni che comprendeva Musei archeologici di Istanbul, come specialista residente nel campo delle tavolette cuneiformi, migliaia delle quali venivano conservate non tradotte e non classificate negli archivi della struttura. Negli anni seguenti, grazie ai suoi sforzi nella decifrazione e nella pubblicazione delle tavolette, il museo divenne un centro di apprendimento delle lingue del Medio Oriente frequentato da ricercatori di storia antica provenienti da ogni parte del mondo.

### Carriera professionale e procedimento giudiziario
Sposò M. Kemal Çığ, direttore del museo di Palazzo Topkapı, Muazzez İlmiye Çığ è anche una importante sostenitore del secolarismo e dei diritti delle donne in Turchia, e membro onorario dell'Istituto di archeologia tedesco e dell'Istituto universitario di scienze preistoriche dell'Istanbul. Ha acquisito fama nella sua professione per l'indagine diligente e sistematica evidente nei suoi libri, articoli accademici e articoli di interesse generale pubblicati su riviste e giornali come Belleten e Bilim ve Ütopya. Nel 2002, la sua autobiografia, Çivi çiviyi söker, assieme ad alcune interviste del giornalista Serhat Öztürk, è stata pubblicata dalla principale istituzione finanziaria nazionale del Paese, Türkiye İş Bankası.
Lei e il suo editore sono stati accusati di "incitamento all'odio basato su differenze religiose". La prima udienza del 31 ottobre 2006 e la sua assoluzione hanno portato ulteriore pubblicità alla professoressa Çığ. Nel suo processo, ha negato le accuse, dichiarando "Sono una donna di scienza ... Non ho mai insultato nessuno". A quella udienza iniziale, il giudice ha archiviato il caso e, a seguito di un processo di durata inferiore alla mezz'ora, l'editore del libro è stato prosciolto.
È deceduta nel novembre 2024 all'età di 110 anni.